# شنوبو أونو
شنوبو أونو (大野 忍) (23 يناير 1984 في زاما في اليابان – )؛ هي لاعبة كرة قدم كانت تلعب كمهاجم. ولعبت مع منتخب اليابان لكرة القدم للسيدات.

## وصلات خارجية
- شنوبو أونو على موقع الاتحاد الدولي (مؤرشف)  (الإنجليزية)
- شنوبو أونو على موقع الاتحاد الأوربي (الإنجليزية)
- شنوبو أونو على موقع قاعدة بيانات كرة القدم.إي يو (الإنجليزية)
- شنوبو أونو على موقع Soccerway.com (الإنجليزية)
- شنوبو أونو على موقع عالم كرة القدم.نت (الإنجليزية)
- شنوبو أونو على موقع أوليمبيديا (الإنجليزية)